# Babyspeck

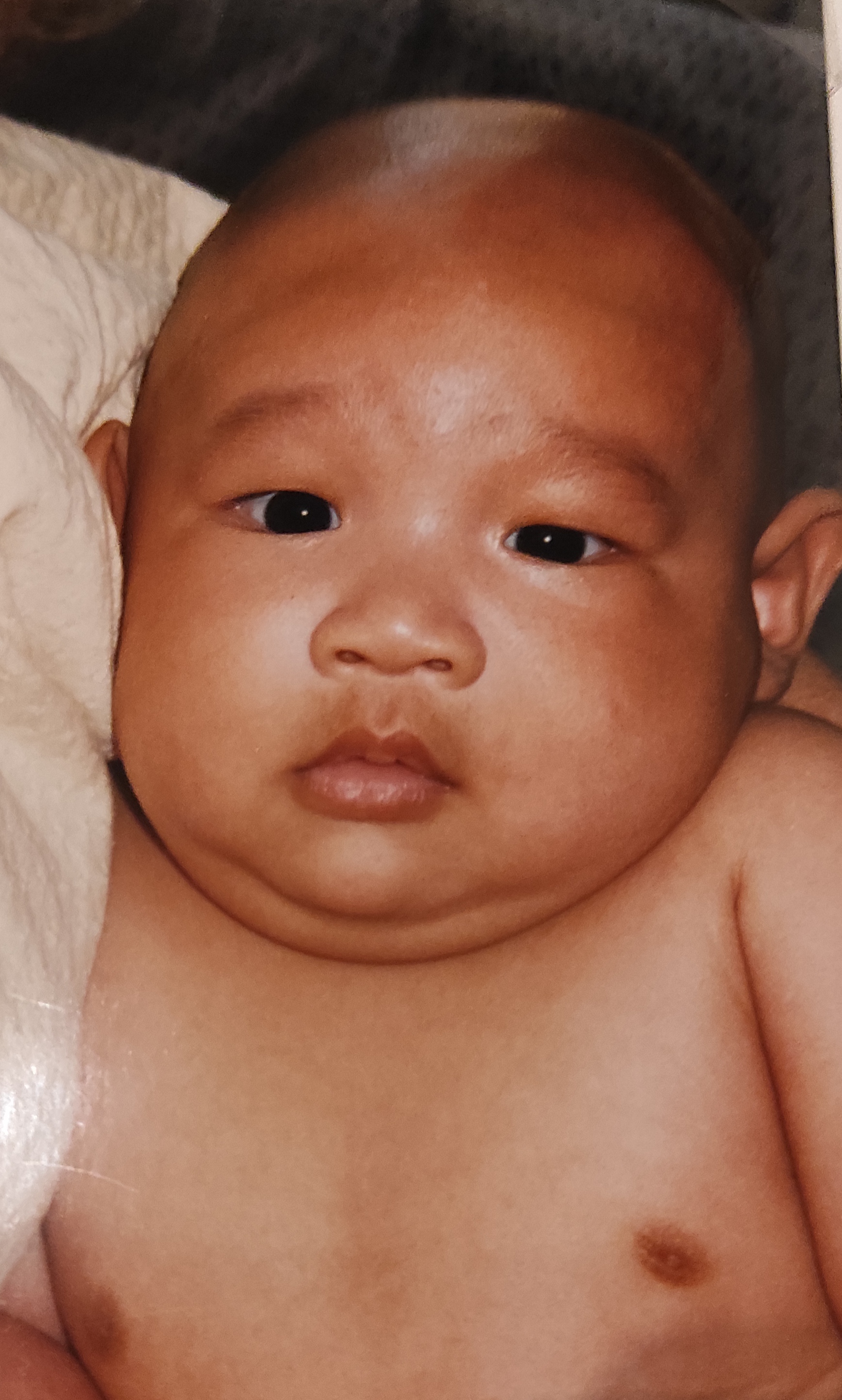
Pausbäckiges Baby mit Doppelkinn – eine breite, runde Gesichtsform ist typisch für Babys und Kleinkinder und verwächst sich mit zunehmendem Alter

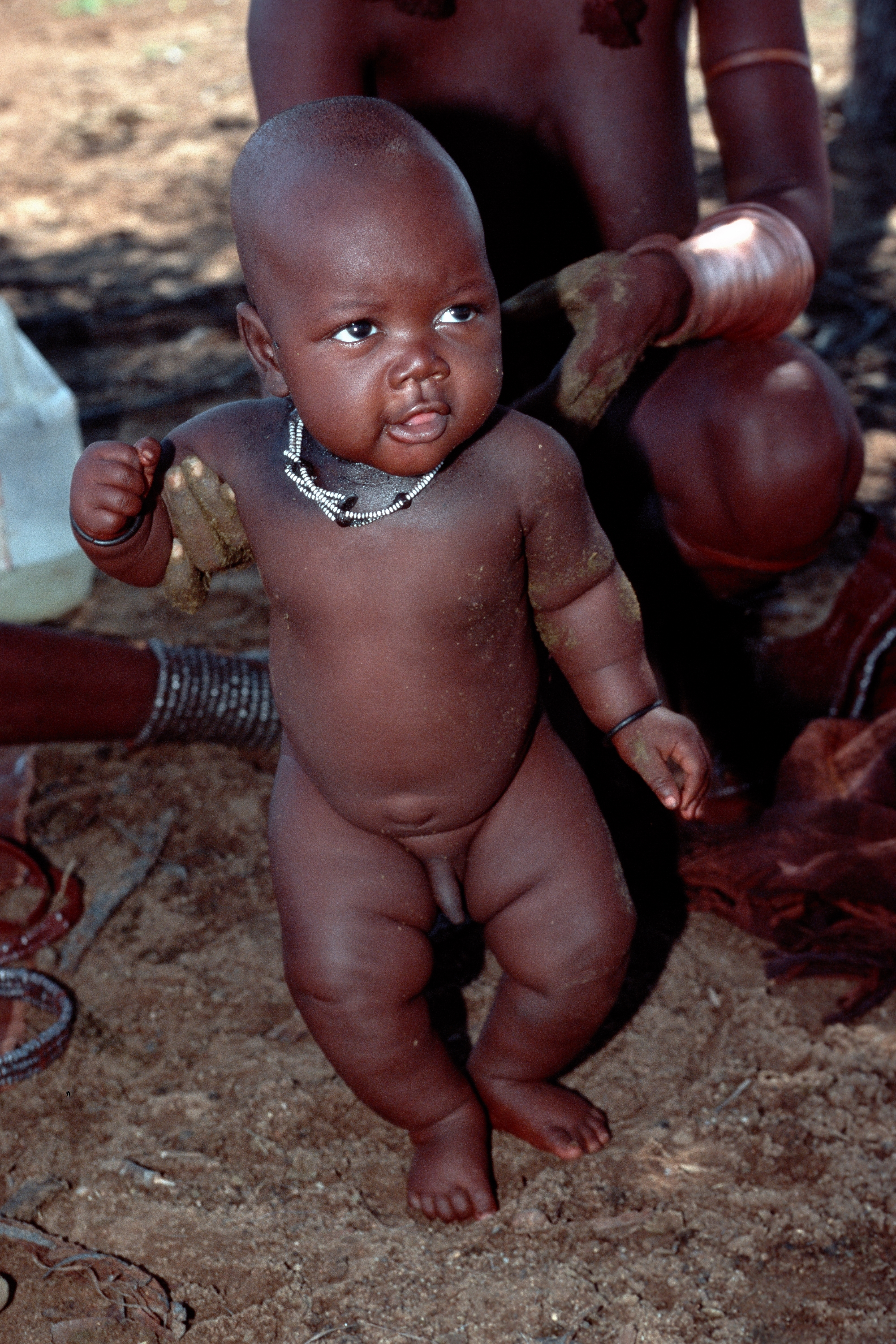
Baby der Himba

Babyspeck ist ein umgangssprachlicher Ausdruck für den Umstand, dass Säuglinge einen besonders hohen Anteil an Körperfett haben. Ihr Körperfettanteil ist mit 15 % schon bei der Geburt höher als der von Neugeborenen vieler anderer Spezies, sogar von Sattelrobben. Während der ersten 9 Lebensmonate steigt er bis auf 25 %, um dann langsam wieder abzusinken. Nach etwa drei Lebensjahren entspricht er dem von Erwachsenen. Mit ca. 5–7 Jahren ist der präpubertäre Minimalwert (Nadir) erreicht.
Im Gegensatz zu der älteren Theorie, dass die Fettschicht als Wärmeisolation benötigt wird, geht man heute davon aus, dass das wachsende Gehirn seinen extrem hohen Energiebedarf aus diesem Fett deckt. Das Gehirn des menschlichen Neugeborenen verbraucht 60 % der verfügbaren Stoffwechselenergie.